# 〜refrain〜 The songs were inspired by "EVANGELION"
《〜refrain〜 The songs were inspired by "EVANGELION"》（ルフラン　ザ・ソングズ・ワー・インスパイアド・バイ・エヴァンゲリオン）是日本電視動畫《新世纪福音战士》的原声音乐专辑以及高橋洋子的第5张原创专辑。1997年11月6日由STARCHILD发售。

## 概要
对过去发行的单曲、专辑中所收录的高桥洋子的歌曲作重新混音和编曲并收录和汇编而成的合輯。此外另收录有2首新歌曲和3首新乐曲。仅有初回式样版收录有FLY ME TO THE MOON （On the Street）。

## 曲目列表
1. Prologue de Refrain [2:17]
作曲：大森俊之、編曲：TONY ORLY
2. 残酷天使的行动纲领 （Ambivalence Mix） [4:01]
作詞：及川眠子、作曲：佐藤英敏、編曲：大森俊之
3. 希望の空へ [4:49]
作詞：叶アニス、作曲：大森俊之、編曲：大森俊之
4. 予感 （Sounds of Reverie Mix） [4:53]
作詞：及川眠子、作曲：大森俊之、編曲：大森俊之
5. 幸せは罪の匂い （Alter Ego Mix）[4:29]
作詞：及川眠子、作曲：大森俊之、編曲：大森俊之
6. FLY ME TO THE MOON （Touched by the Muse Mix） [3:55]
作詞：Bart Howard、作曲：Bart Howard、編曲：大森俊之
7. Forbidden Gene [5:21]
作曲：TONY ORLY、編曲：TONY ORLY
8. LOVE ANTIQUE [4:55]
作詞：Mamie D.Lee、作曲：大森俊之、編曲：大森俊之
9. 心よ原始に戻れ （Sublimation Mix） [5:45]
作詞：及川眠子、作曲：佐藤英敏、編曲：KOZMIC BRUISE
10. 無限抱擁 （Return to Dew Mix） [5:22]
作詞：及川眠子、作曲：高橋洋子、編曲：大森俊之
11. 眩惑の海から [5:01]
作詞：叶アニス、作曲：大森俊之、編曲：大森俊之
12. 魂之轮回 （Tabris Mix） [5:24]
作詞：及川眠子、作曲：大森俊之、編曲：大森俊之
13. Epilogue de These [1:32]
作曲：佐藤英敏、編曲：TONY ORLY
14. FLY ME TO THE MOON（On the Street）[1:28]
作詞：Bart Howard、作曲：Bart Howard、編曲：不明、歌：London Street Singers

※ 曲目14为隐藏曲目